# Polhoranka
Polhoranka – niewielka rzeka górska w Zachodnich Beskidach, na Orawie. Płynie w całości na terenie Słowacji. Długość 30,1 km. Powierzchnia dorzecza 169 km². Średni spadek 2,39%.
Początki cieków źródłowych Polhoranki znajdują się na dość rozległym terenie po południowej stronie głównego Europejskiego Działu Wodnego, od południowych stoków Mędralowej (ok. 1090 m) po zachodnie stoki Małej Babiej Góry (ok. 1230 m). Popularny portal mapowy lokuje źródła Polhoranki wprost na południowych zboczach Mędralowej, natomiast ciek spod Małej Babiej, pod nazwą Priehybský potok, uznaje za pierwszy lewobrzeżny dopływ Polhoranki. W polskiej tradycji utarło się nazywać źródłowy ciek Polhoranki Jałowcem. Nazwę „Polhoranka” stosowano natomiast dopiero dla cieku, powstającego z połączenia Jałowca i potoku Hlásna rieka w rejonie gajówki Borsučie.
Polhoranka spływa początkowo głęboką, całkowicie zalesioną doliną w kierunku południowo-zachodnim. Na wysokości Przełęczy Półgórskiej skręca ku południowemu wschodowi, po czym spływa szeroką doliną i na wysokości 601 m n.p.m., pomiędzy wsiami Zubrohlava i Klin, uchodzi do Jeziora Orawskiego. Przed wybudowaniem zapory i powstaniem wyżej wymienionego zbiornika należała do dorzecza Białej Orawy. Miejscowości rozłożone wzdłuż doliny Polhoranki to Orawska Półgóra, Rabcza i Zubrohlava.
Wzdłuż doliny Polhoranki wiódł od końca średniowiecza trakt z doliny Orawy przez Przełęcz Półgórską do Żywca. Obecnie biegnie tędy słowacka droga nr 521 z Namiestowa na Przełęcz Korbielowską (Przełęcz Glinne). Asfaltowa droga wiedzie prawie aż po same źródła Polhoranki (pod Przełęcz Jałowiecką Północną), jednak powyżej ostatnich zabudowań Orawskiej Półgóry jest ona zamknięta dla ruchu pojazdów samochodowych.